# 想見你 (K的單曲)
想見你（会いたいから），是韓國歌手K在日本的第12張單曲，2010年6月16日發行。

## 收錄曲
1. 想見你
作詞：K、シライシ紗トリ 作曲：K、シライシ紗トリ
  - 電影「一眼瞬間，再見愛」主題曲
2. 想見你(Piano instrumental ver.)
3. 想見你(Music video live recording ver.)

## 版本
CD+DVD
- 「想見你」台灣發行版本，內容同日本發行「会いたいから(初回生産限定盤A)」
- 「会いたいから(初回生産限定盤A)」日本發行版本，電影「一眼瞬間，再見愛」封面
- 「会いたいから(初回生産限定盤B)」日本發行版本，個人半身封面

CD
- 「会いたいから」日本發行版本，個人半身封面